# Torneo de Florianópolis 2015
El Brasil Tennis Cup 2015 fue un evento de tenis WTA International en la rama femenina. Se disputó en Florianópolis (Brasil) en canchas de tierra batida, entre el 27 de julio y 2 de agosto de 2015 en los cuadros principales femeninos, pero la etapa de clasificación se disputó desde el 25 de julio.

## Cabezas de serie

### Individuales femeninos
| Tenista               | Ranking | Preclasificada |
| Tatjana Maria         | 64      | 1              |
| Ajla Tomljanović      | 69      | 2              |
| Annika Beck           | 77      | 3              |
| Teliana Pereira       | 80      | 4              |
| Bethanie Mattek-Sands | 115     | 5              |
| Louisa Chirico        | 128     | 6              |
| Laura Siegemund       | 130     | 7              |
| Paula Kania           | 136     | 8              |

- Ranking del 20 de junio de 2015

### Dobles femeninos
| Tenista                               | Ranking | Preclasificada |
| Mandy Minella María Teresa Torró Flor | 153     | 1              |
| María Irigoyen Paula Kania            | 176     | 2              |
| Elena Bogdan Nicole Melichar          | 198     | 3              |
| Annika Beck Laura Siegemund           | 230     | 4              |

## Campeonas

### Individuales femeninos
Teliana Pereira venció a  Annika Beck por 6-4, 4-6, 6-1

### Dobles femenino
Annika Beck /  Laura Siegemund vencieron a  María Irigoyen /  Paula Kania por 6-3, 7-6(1)